# ジャック・ニコルソン
ジャック・ニコルソン（Jack Nicholson、1937年4月22日 - ）は、アメリカ合衆国の俳優、プロデューサー、映画監督。ジャック・ニコルスンと表記される事もある。
デビューから今日に至るまで計12回のアカデミー賞ノミネート経験（主演8回、助演4回）と3回の受賞歴（主演2回、助演1回）を持つ。アカデミー賞に12回のノミネートは男優としては最多で、また1960年代、1970年代、1980年代、1990年代、2000年代と各世代毎にノミネート経験を持つ俳優三人のうちの一人（残りの二人はマイケル・ケインとポール・ニューマン）でもある。ゴールデングローブ賞も計7回受賞し、1999年に功労賞を授与され、俳優として多くの俳優に多大なる影響を与えた。
73歳で出演した2010年の映画出演を最後に「もう情熱がないんだ。死ぬまで仕事をするつもりはない。もはや表舞台に立つ必要はない」として事実上の引退状態になり、その後は静かに人生を楽しんでいる。

## 来歴

### 生い立ち
1937年4月22日、アメリカ合衆国ニュージャージー州ネプチューン・シティ（en）に、イタリア系の興行師ドナルド・フルシオ（芸名ドナルド・ローズ）、アイルランド系のショーガール、フランシス・ニコルソン（芸名ジューン・ニルソン）の子として生まれた。父ドナルドが既に家庭を持っていた為、母フランシスは私生児としてニコルソンを生んだ。後に父ドナルドが親権を主張したり、他にも父親を名乗る人物が現れたりと複雑な家庭事情の中で生まれた。またフランシスはまだ16歳の未成年であり、現役のショーガールでもあった事から祖父母によって引き取られた。母方の祖父母は育児を担当しなかった娘を「歳の離れた姉」と教え、孫ではなく晩年の子として育てる事を選んだ。彼が自らの年老いた両親が祖父母で姉と教えられていた人間が母親だと知ったのは役者として成功してからの事だった。1974年にタイム誌がニコルソンの特集を組んだ際の取材で偶然に判明し、ニコルソン本人も記者から教えられて初めて事実を知ったが、その時既に祖父母と母は亡くなっていた。
祖父のジョセフ・ニコルソンは装飾家で、主にニュージャージー州マナスクアン（en）でショーウインドーのデザインなどを仕事にしていた。祖母メイ・ニコルソンは美容師でアマチュア芸術家であった。母方のニコルソン家にはイングランド系、オランダ系、ペンシルバニア・ドイツ系の血筋もあり、彼をそれらのエスニック・グループに含める考えもあるが、本人はアイルランド系アメリカ人（アイリッシュ・アメリカン）としての家系を誇りに思う様に育てられたと語っている。宗教的にはニュージャージー州で主流であったローマ・カトリックに属している。
青年期に生まれ故郷を離れてニュージャージー州スプリング・レイク（en）のアパートに移住し、マナスクアン市の高校（Manasquan High School）に入学した。卒業後は役者への道を選び、映画産業の中心地ハリウッドがあるカルフォルニア州ロサンゼルスへと引っ越した。現在、出身校では映画俳優として名を成したニコルソンの名を冠した演劇コンクールを行っており、ニコルソンが記念行事に顔を見せる事もある。

### 若手俳優時代

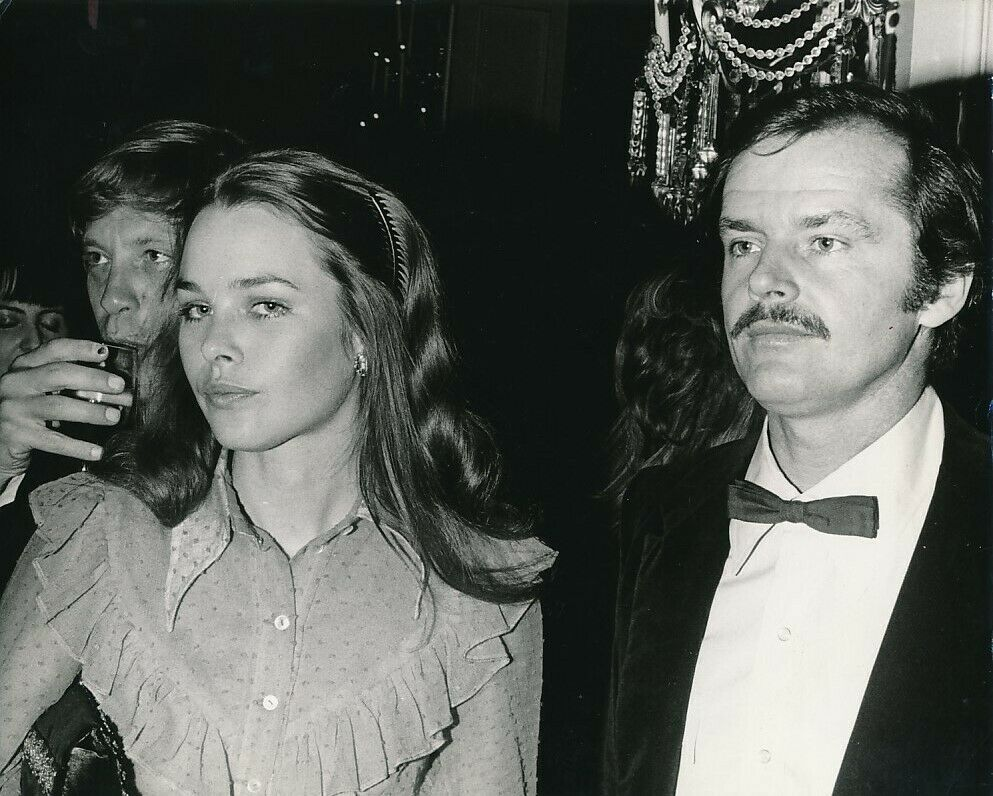
ミシェル・フィリップスと（1971年）

ハリウッドに来てからはアクターズ・スタジオで学ぶ傍ら、生活費を捻出する為にメトロ・ゴールドウィン・メイヤー社のアニメーション部門で働いた。当初はGofer（制作進行などの雑用役）として入社したが、『トムとジェリー』で知られるアニメ監督のウィリアム・ハンナとジョセフ・バーベラから芸術的才能を評価され、正式な社員としてアニメ制作に加わる様に推薦されている。しかしニコルソンは役者としての夢を優先して辞退した。1958年、『クライ・ベイビー・キラー』で映画俳優としてデビューし、これが「低予算映画の王」として知られる映画監督ロジャー・コーマンの目に留まって、当時の若手俳優や製作者が多数在籍していたアメリカン・インターナショナル・ピクチャーズ社（AIP）の映画に出演する様になった。ニコルソンはアカデミー賞を受賞した後も、コーマンの低予算映画で若手時代を過ごした日々を懐かしく語っている。
また俳優業だけでなく製作側にも興味を持ち、西部劇映画の撮影スタッフとしても働いていた。脚本家としても活動しており、ボブ・ラフェルソンが監督した『ザ・モンキーズ 恋の合言葉HEAD!』（1968年）に起用された。初めて来日した時も頼まれていた映画の脚本を書きながらの船旅であったという。役者としては下積みの時代を長く過ごしたが、ロジャーの映画で共演していたデニス・ホッパー、ピーター・フォンダから誘われ、『イージーライダー』（1969年）に出演した事が転機となった。同作ではアルコール中毒の弁護士であるハンソン役を演じ、本来は別の役者が担当する予定であったこの役でアカデミー助演男優賞にノミネートされ、一躍その名を知られるところとなった。
翌年公開の『ファイブ・イージー・ピーセス』では主演を務めて今度はアカデミー主演男優賞にノミネートされ、以降も『さらば冬のかもめ』（1973年）でカンヌ国際映画祭男優賞を、『チャイナタウン』（1974年）でゴールデングローブ賞主演男優賞を受賞するなど、アメリカン・ニューシネマを代表する役者に成長した。そして『イージーライダー』から6年後となる1975年に『カッコーの巣の上で』でアカデミー主演男優賞を受賞し、オスカー俳優の仲間入りを果たした。一方、同年公開された『トミー』では歌唱を披露した。

### アカデミー賞の常連として

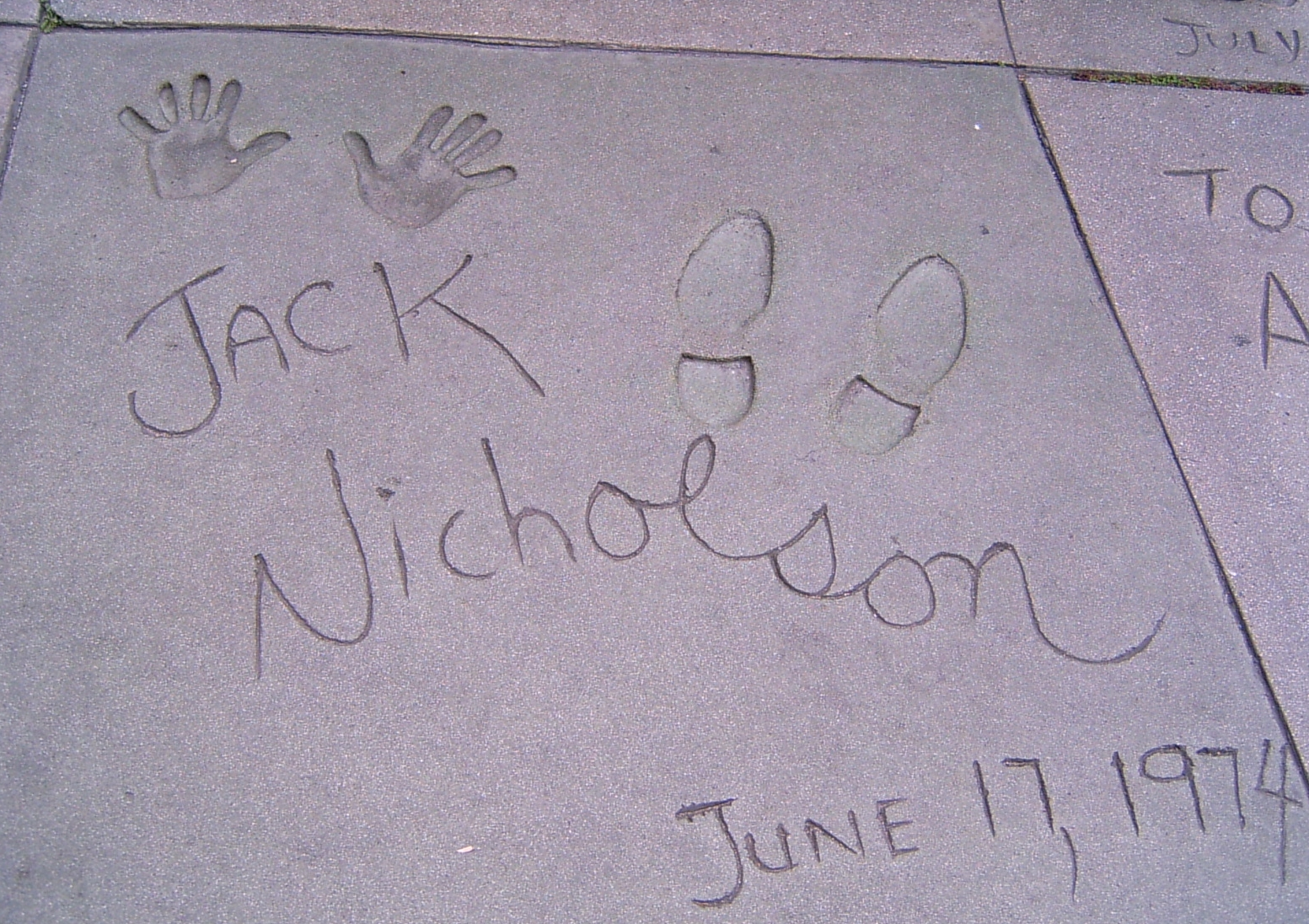
チャイニーズ・シアターに刻まれたニコルソンのサインと手形

一度目のアカデミー賞を得た後も数多くの名演を見せ、1980年のホラー映画『シャイニング』（スタンリー・キューブリック監督）で演じたジャック・トランス役はアカデミーなどの賞レースには絡まなかったものの、その狂気的な演技は現在でも彼を想起させる作品の一つに数えられている。その翌年には親友のウォーレン・ベイティが監督と主演を務めた『レッズ』に出演して再びアカデミー賞にノミネートされると、1983年の『愛と追憶の日々』で助演男優賞を受賞、二度目のアカデミー賞を獲得した。この間、『ゴーイング・サウス』で監督として再び映画を製作する側に挑戦している他、『ミズーリ・ブレイク』でプライベートの友人であったマーロン・ブランドとの共演を果たしている（因みに2作品とも西部劇である）。1985年には当時の恋人であったアンジェリカ・ヒューストンと『女と男の名誉』で共演し（監督は恋人の父親であるジョン・ヒューストン）、カップル共にアカデミー賞にノミネートされ、恋人が助演女優賞に輝いた。
1989年には『バットマン』（ティム・バートン監督）で二代目のジョーカー役として出演した。『怪鳥バットマン』のシーザー・ロメロ以来の映像化となったジョーカーを享楽的な愉快犯として演じ、当時はミスキャストと言われた主演のマイケル・キートンと共に新たなバットマンシリーズのヒットに貢献した。低予算であった事から出演料は「興行収入に応じて支払う」という契約が結ばれたが、その興行収入が4億ドルを超える映画の大ヒットにより、結果的に6000万ドル（9000万ドルという計算もある）とも言われる巨額の報酬が支払われる事になった。彼とシーザー・ロメロ、そして2008年の『ダークナイト』でジョーカーを演じたヒース・レジャーらと合わせて「三人のジョーカー」と呼ばれる。
1990年代に入ってからもアカデミー賞候補の常連組であり続けた。軍事法廷を舞台にした『ア・フュー・グッドメン』では傲岸不遜な軍高官・ジェセップ大佐役を演じ、8回目のアカデミー・ノミネートを受けた。作中で追い詰められたジェセップ大佐がトム・クルーズ扮するダニエル中尉の「I want the truth!（私は真実を知りたい）」との言葉に「You can't handle the truth!（貴様に真実など分かるか！）」と激昂する名シーンは多くの作品でオマージュされている。1996年製作の『マーズ・アタック!』では『バットマン』で知り合ったティム・バートンと再び関わった。
1997年、『恋愛小説家』で潔癖症の小説家を演じ、自身三度目となるアカデミー賞を受賞した。これはアカデミー助演男優賞を三度受賞したウォルター・ブレナンに次いで史上二人目の快挙となった。

### 近年の活動

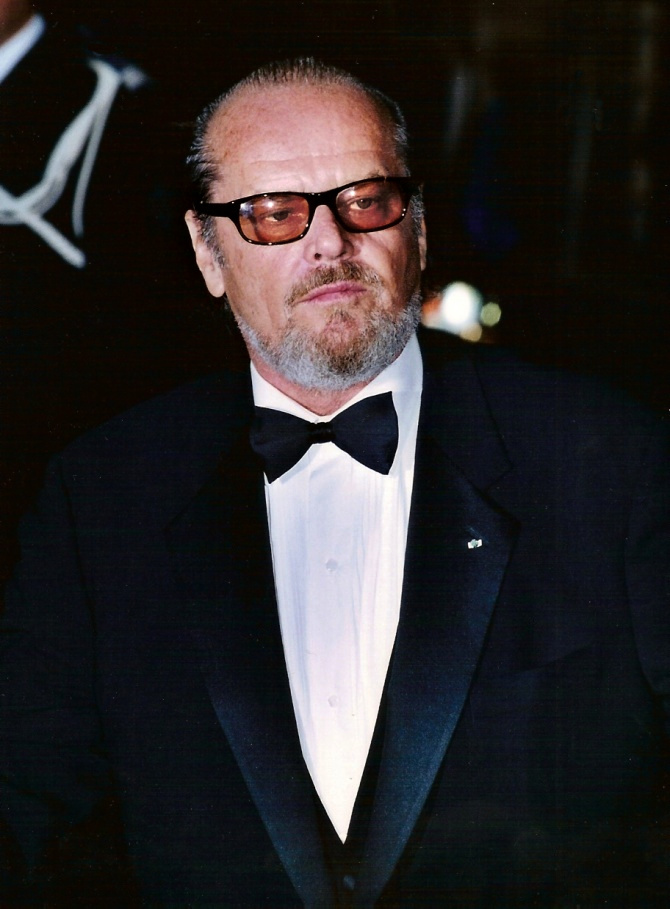
カンヌ映画祭にて（2002年）

2001年、第23回モスクワ国際映画祭で創設されたスタニスラフスキー賞（演劇理論スタニスラフスキー・システムで知られる）に、「演劇における秀逸な演技力」を選考理由に初代受賞者として選ばれた。2002年の『アバウト・シュミット』では今までの恐怖や狂気を体現したイメージを覆す穏やかな老人を演じ、円熟味を増した演技力でアカデミー賞ノミネートを受けている。続くダイアン・キートンと共演した『恋愛適齢期』（2003年）でも老いらくの恋に悩むプレイボーイを、『N.Y.式ハッピー・セラピー』（2004年）では陽気なセラピストをそれぞれ演じた。一方でシリアスな演技も健在であり、2006年のアカデミー作品賞を受賞した『ディパーテッド』で冷酷な裏社会のボスを演じ、ゴールデングローブ賞助演男優賞ノミネートを受けた。2007年の『最高の人生の見つけ方』では、末期ガン患者を演じるにあたって入念な役作りに情熱を注ぎ、モーガン・フリーマンとのハートフルな物語で高い評価を受け、興行的にも大成功を収めた。2008年、カルフォルニア州知事で同じ映画俳優のアーノルド・シュワルツェネッガーは彼を自らが創設したカリフォルニア殿堂博物館の表彰人物に加えると発表した。
2010年、旧友であるジェームズ・L・ブルックスの要請を受けてビル・マーレイの代役として『幸せの始まりは』に出演したが、この映画を最後にニコルソンは映画への出演を休止し、事実上の休業状態に入った。ハリウッドの生き字引として70歳を超える高齢になっている事から、休業が長期化するについて健康面の不調を推測する記事が報道された。その中で「記憶障害により台詞を覚える事が困難になった」とする記事が掲載され、北米のメディアが大混乱になる事態が発生した。これまでの出演作品の解説や名台詞名シーン集が次々と特集される事態に対し、ニコルソン本人が沈黙を破る形でインタビューに答え、健康面での不調を否定した。
同時に映画界隈に対して「もう情熱がないんだ」ともコメントし、正式に役者業からの引退を声明した。一方でニコルソンを尊敬している事を公言している俳優のロバート・ダウニー・Jrが引退を撤回させるべく、ガイ・リッチー監督と共に『シャーロック・ホームズ』の続編出演にオファーを出していると報道された。
2017年2月7日、ドイツ映画『ありがとう、トニ・エルドマン』のリメイク版に出演する予定であるとの報道があったが、2018年8月20日にプロジェクトから離脱した。
表舞台から遠ざかってからは、ビバリーヒルズの自宅から外出しなくなったという。一時は俳優仲間のウォーレン・ベイティ、マーロン・ブランドと一緒に住んでいたこともあるものの、2023年4月の報道時点では自宅に一人暮らし。同報道では、同月に自宅のバルコニーに姿を見せた様子が1年半ぶりにマスコミが捉えた姿だとされる。アメリカ本国の一部メディアでは認知症説も囁かれている。ジャックと親しいという友人がインタビューに応じた際には「（ジャックは）肉体的には良い状態だが、彼の心はもうない」と語っていたこともあり、ファンの間では心配の声が広がっていた。同時点の報道によると息子のレイモンドとは連絡を取り合っているそうである。
2023年、ポッドキャスト番組「WTF with Marc Maron」に出演した長年の友人である音楽・映画プロデューサーのルー・アドラーは「彼はそれが何であれ、本当にやりたいことをやっているよ」と回答。「彼は静かにしていたいんだ。食べたいものを食べて、望む人生を生きたいんだ」と続けた。司会のマーク・マロンも「僕の友人が彼に映画に出てほしくて、彼と話したんだ。だけどジャックは『やりたくないな』と言って、『僕が今日何をしたかわかるかい？　木の下に座って、本を読んだんだ』と続けていたそうだよ」と話しており、現在はただ余生を楽しんでいるようだ。

## 人物

### 家族
1962年6月17日、25歳の時に女優のサンドラ・ナイトと結婚、長女ジェニファーを授かるが若手時代の1968年に離婚した。離婚後はミシェル・フィリップスやララ・フリン・ボイル、アンジェリカ・ヒューストンなどとの華やかな女性関係で騒がれつつも、長年独身を続けていた。1990年にモデルのレベッカ・ブローサラドとの間に長男レイモンドと次女ロレインを儲けた。結婚はしなかったがサンドラの時同様に親密に家族関係を結び、アメリカン・フィルム・インスティチュートの表彰式にもレベッカと幼い子供二人を連れて出席した。次女ロレイン・ニコルソンに関しては役者の道を選んだ事もあってか、現在も公の場に親子で姿を見せる事がある。
公式に認めている子供は上記の三人だが、後に『ファイブ・イージー・ピーセス』で共演したスーザン・アンスバックとの間に隠し子騒動が発生した。アンスバックは自らの息子ケーレブがニコルソンの長男でレイモンドは次男だと主張、最終的にニコルソンがケーレブの養育費を負担する事で騒動は決着した。また1981年にハニー・ホルマンという女性との間にもウィニー・ホルマンという私生児の娘を儲けており、こちらも養育費を負担している。

### エピソード
- 20世紀美術の著名なコレクターとしても知られ、ジャック・ベトリアーノの水彩画コレクションなどを所有する。
- アカデミー賞受賞3回、ノミネート12回は歴代上位に入る記録である。
  - 第78回アカデミー賞においてアカデミー作品賞のプレゼンターを務めた際に、前評判の高かった『ブロークバック・マウンテン』ではなく、『クラッシュ』が受賞したことに対して、舞台上で困惑した様子を見せた。
- 政治的には長年スタンスを明確にはしてこなかったが、2008年アメリカ大統領選挙でヒラリー・クリントンを支持した[28]。
- NBAのロサンゼルス・レイカーズの熱烈なファンとして有名で、テレビ中継で彼が特等席で観戦している様が目撃されるのは最早風物詩となっている。
  - レイカーズのホームゲームに関してはたとえ撮影中でも見逃す事を決してせず、スタジオ側は常にレイカーズの試合予定を確認しながら撮影を行っているという。
  - 『カッコーの巣の上で』では、主人公がバスケットをして戯れるシーンがある。
  - 他のスポーツではニューヨーク・ヤンキース、マンチェスター・ユナイテッドのファンでもあるという 。
- 『チャイナタウン』の監督であったロマン・ポランスキーは映画制作以前から友人でチャールズ・マンソン事件で妻を失ったトラウマからポランスキーが立ち直れるように尽力した人物の一人だった。ニコルソンは私生活でポランスキーと行動を共にして彼を励まし、マンソン裁判にも友人として立ち会うなど献身的に支えている[29][30][31]。
  - 後にポランスキーへの世間の同情は彼が少女への暴行事件を起こした事で一転するが、事もあろうにニコルソン宅に滞在中に事件を起こしており、恩を仇で返される結末となってしまった。
- 若い頃から俳優だけでなく、脚本や監督も手掛ける総合的な映画作家を目指していて、これまでに数本の監督作品がある。
  - しかし俳優としての名声に比して監督作で成功した物は少なく、『チャイナタウン』の続編『黄昏のチャイナタウン』では当初監督予定だった友人の脚本家ロバート・タウンの手から奪い取る形で自ら監督を手掛けたが振るわず、タウンとも絶縁する事となった。
- 『ホッファ』で労働組合の指導者を演じた際には賛否を大きく分け、正反対の賞であるゴールデングローブ賞とゴールデンラズベリー賞に同時ノミネートされる珍事となった[32][33]。
- ダニー・デヴィートとは『カッコーの巣の上で』で共演して以来の親友で、『ホッファ』（デヴィート監督）や『マーズ・アタック!』で共演しており、『バットマン リターンズ』の悪役ペンギン役にデヴィートを推薦したのはニコルソンである。
- 2012年、英Total Film誌が「映画史に残る演技ベスト200（The 200 Greatest Movie Performances of All Time）」を発表し、第1位に『カッコーの巣の上で』での彼の演技が選ばれた。

日本語吹き替えは、作品によって異なるが内海賢二、池田勝、石田太郎が複数回担当している。

## 出演作品
| 公開年 | 邦題 原題                                                                    | 役名                                     | 備考 | 日本語吹き替え                                                                                     |
| ------ | ---------------------------------------------------------------------------- | ---------------------------------------- | --- | -------------------------------------------------------------------------------------------------- |
| 1958   | The Cry Baby Killer                                                          | Jimmy Wallace                            | | N/A                                                                                                |
| 1960   | Too Soon to Love                                                             | Buddy                                    | | N/A                                                                                                |
| 1960   | The Wild Ride                                                                | Johnny Varron                            | | N/A                                                                                                |
| 1960   | リトル・ショップ・オブ・ホラーズ The Little Shop of Horrors                  | ウィルバー・フォース                     | | |
| 1960   | 青春のさまよえる時 Studs Lonigan                                             | ウェアリー・ライリー                     | | |
| 1962   | The Broken Land                                                              | Will Brocious                            | | N/A                                                                                                |
| 1963   | 古城の亡霊 The Terror                                                        | アンドレ                                 | 兼監督（クレジット無し） | |
| 1963   | 忍者と悪女 The Raven                                                         | レックスフォード・ベドロ                 | | |
| 1964   | Flight to Fury                                                               | Jay Wickham                              | | N/A                                                                                                |
| 1964   | ミスタア・パルバー Ensign Pulver                                             | Dolan                                    | | |
| 1964   | バックドア・トゥ・ヘル/情報攻防戦 Back Door to Hell                          | バーネット                               | | |
| 1965   | 旋風の中に馬を進めろ Ride in the Whirlwind                                   | ウェス                                   | 兼脚本・製作 | |
| 1966   | 銃撃 The Shooting                                                            | ビリー・スピア                           | 兼製作 | |
| 1967   | 聖バレンタインの虐殺/マシンガン・シティ The St. Valentine's Day Massacre     | 暗殺者                                   | クレジット無し | |
| 1967   | 爆走!ヘルズ・エンジェルス Hells Angels on Wheels                             | Poet                                     | 兼脚本・製作 | |
| 1968   | ジャック・ニコルソンの嵐の青春 Psych-Out                                     | ストーニー                               | | |
| 1968   | ザ・モンキーズ 恋の合言葉HEAD! Head                                          | 本人役                                   | | |
| 1969   | イージー・ライダー Easy Rider                                                | ジョージ・ハンソン                       | アカデミー助演男優賞ノミネート ゴールデングローブ賞助演男優賞ノミネート 英国アカデミー賞助演男優賞ノミネート | 北村総一朗（NETテレビ版） 小山武宏（BD用追加録音）                                                 |
| 1970   | 晴れた日に永遠が見える On a Clear Day You Can See Forever                    | タッド・プリングル                       | | |
| 1970   | ジャック・ニコルソンの ダーティ・ライダー The Rebel Rousers                  | バーニィ                                 | | |
| 1970   | ファイブ・イージー・ピーセス Five Easy Pieces                                | ロバート・ボビー                         | アカデミー主演男優賞ノミネート ゴールデングローブ主演男優賞ノミネート | 地井武男（フジテレビ版）                                                                           |
| 1971   | 愛の狩人 Carnal Knowledge                                                    | ジョナサン・フュルスト                   | ゴールデングローブ主演男優賞ノミネート | 樋浦勉（ソフト版）                                                                                 |
| 1971   | A Safe Place                                                                 | Mitch                                    | | N/A                                                                                                |
| 1972   | キング・オブ・マーヴィン・ガーデン -儚き夢の果て- The King of Marvin Gardens | デヴィッド・ステブラー                   | | |
| 1973   | さらば冬のかもめ The Last Detail                                             | ビリー・バダスキー                       | 英国アカデミー賞主演男優賞 カンヌ国際映画祭男優賞 全米映画批評家協会賞男優部門 ニューヨーク映画批評家協会賞男優部門 アカデミー主演男優賞ノミネート ゴールデングローブ主演男優賞ノミネート | 石田弦太郎                                                                                         |
| 1974   | チャイナタウン Chinatown                                                     | ジェイク・ギテス                         | 英国アカデミー賞主演男優賞 ゴールデングローブ賞主演男優賞 全米映画批評家協会賞男優部門 ニューヨーク映画批評家協会賞男優部門 アカデミー主演男優賞ノミネート | 瑳川哲朗（テレビ東京版）                                                                           |
| 1975   | おかしなレディ・キラー The Fortune                                           | オスカー・サリバン                       | | 石田太郎                                                                                           |
| 1975   | カッコーの巣の上で One Flew Over the Cuckoo's Nest                           | ランドル・パトリック・マクマーフィー     | アカデミー主演男優賞 英国アカデミー賞主演男優賞 ゴールデングローブ主演男優賞 ナショナル・ボード・オブ・レビュー男優賞 全米映画批評家協会賞男優部門 ニューヨーク映画批評家協会賞男優部門 | |
| 1975   | さすらいの二人 Professione: reporter                                         | デイヴィッド・ロック                     | | |
| 1975   | トミー Tommy                                                                 | 医師                                     | | |
| 1976   | ミズーリ・ブレイクThe Missouri Breaks                                        | トム・ローガン                           | | 樋浦勉（TBS版）                                                                                    |
| 1976   | ラスト・タイクーン The Last Tycoon                                           | ブリマー                                 | | |
| 1978   | ゴーイング・サウス Goin' South                                               | ヘンリー・ムーン                         | 兼監督 | |
| 1980   | シャイニング Shining                                                         | ジャック・トランス                       | | 石田太郎（テレビ東京版）                                                                           |
| 1981   | 郵便配達は二度ベルを鳴らす The Postman Always Rings Twice                    | フランク・チェンバース                   | | 中尾彬（フジテレビ版）                                                                             |
| 1981   | ラグタイム Ragtime                                                           | Pirate at beach                          | クレジット無し | （吹き替え版なし）                                                                                 |
| 1981   | レッズ Reds                                                                  | ユージン・オニール                       | 英国アカデミー賞助演男優賞 ボストン批評家協会賞助演男優賞 ナショナル・ボード・オブ・レビュー助演男優賞 ニューヨーク映画批評家協会賞男優部門 アカデミー助演男優賞ノミネート ゴールデングローブ助演男優賞ノミネート | 荻野晴朗                                                                                           |
| 1982   | ボーダー The Border                                                          | チャーリー・スミス                       | | 中田浩二                                                                                           |
| 1983   | 愛と追憶の日々 Terms of Endearment                                           | ギャレット・ブリードラヴ                 | アカデミー助演男優賞 ボストン批評家協会賞助演男優賞 ゴールデングローブ賞助演男優賞 ナショナル・ボード・オブ・レビュー助演男優賞 全米映画批評家協会賞男優部門 | 樋浦勉（日本テレビ版）                                                                             |
| 1984   | Terror in the Aisles                                                         |                                          | アーカイブ映像 | N/A                                                                                                |
| 1985   | 女と男の名誉 Prizzi's Honor                                                  | チャーリー                               | ボストン批評家協会賞主演男優賞 ゴールデングローブ賞主演男優賞 ニューヨーク映画批評家協会賞男優部門 全米映画批評家協会賞主演男優賞 アカデミー主演男優賞ノミネート | 田口計（テレビ朝日版）                                                                             |
| 1986   | 心みだれて Heartburn                                                         | マーク・フローマン                       | | |
| 1987   | イーストウィックの魔女たち The Witches of Eastwick                           | デイル                                   | ロサンゼルス映画批評家協会賞 ニューヨーク映画批評家協会賞男優部門（1987年度の三作品に対して） | 内海賢二（TBS版）                                                                                  |
| 1987   | ブロードキャスト・ニュース Broadcast News                                    | ビル・ロリッシュ                         | | 朝戸鉄也                                                                                           |
| 1987   | 黄昏に燃えて Ironweed                                                        | フランシス・フェラン                     | アカデミー主演男優賞ノミネート ゴールデングローブ賞主演男優賞ノミネート | |
| 1989   | バットマン Batman                                                            | ジャック・ネーピア / ジョーカー          | 英国アカデミー賞助演男優賞ノミネート ゴールデングローブ賞主演男優賞ノミネート | デーモン小暮（ソフト版） 大平透（TBS版） 内海賢二（テレビ朝日版） 玄田哲章（テレビ朝日版追加収録） |
| 1990   | 黄昏のチャイナタウン The Two Jakes                                           | ジェイク・ギテス                         | 兼監督 | 仲村秀生                                                                                           |
| 1992   | お気にめすまま Man Trouble                                                   | ハリー                                   | | 西垣俊作                                                                                           |
| 1992   | ア・フュー・グッドメン A Few Good Men                                        | ネイサン・R・ジェセップ大佐              | シカゴ映画評論家協会賞 ナショナル・ボード・オブ・レビュー サウスイースタン映画批評家協会賞 アカデミー助演男優賞ノミネート ゴールデングローブ賞主演男優賞ノミネート | 小林清志                                                                                           |
| 1992   | ホッファ Hoffa                                                               | ジミー・ホッファ                         | ゴールデングローブ主演男優賞ノミネート | 土師孝也（ソフト版） 阪脩（機内上映版）                                                            |
| 1994   | ウルフ Wolf                                                                  | ウィル・ランダル                         | | 小林修（ソフト版） 石田太郎（テレビ朝日版）                                                        |
| 1995   | クロッシング・ガード The Crossing Guard                                      | フレディ・ゲイル                         | | 池田勝                                                                                             |
| 1996   | ブラッド&ワイン Blood and Wine                                               | アレックス・ゲイツ                       | | 壤晴彦                                                                                             |
| 1996   | 夕べの星 The Evening Star                                                    | ギャレット・ブリードラブ                 | | 筈見純                                                                                             |
| 1996   | マーズ・アタック! Mars Attacks!                                              | ジェームス・デイル大統領、アート・ランド | | 壤晴彦（ソフト版） 瑳川哲朗（テレビ東京版）                                                        |
| 1997   | 恋愛小説家 As Good as It Gets                                                | メルヴィン・ユドール                     | アカデミー主演男優賞 ゴールデングローブ主演男優賞 ナショナル・ボード・オブ・レビュー主演男優賞 アメリカン・コメディ主演男優賞 放送映画批評家協会賞 オンライン映画批評家協会賞 全米映画俳優協会賞 | 堀勝之祐（旧ソフト版） 池田勝（新ソフト版）                                                        |
| 2001   | プレッジ The Pledge                                                          | ジェリー・ブラック                       | | 坂口芳貞                                                                                           |
| 2002   | アバウト・シュミット About Schmidt                                           | ウォーレン・シュミット                   | ゴールデングローブ主演男優賞 放送映画批評家協会賞 ダラス・フォートワース映画批評家協会賞 LA映画批評家協会賞 ワシントンDC映画批評家協会賞 アカデミー主演男優賞ノミネート 英国アカデミー主演男優賞ノミネート シカゴ映画評論家協会賞ノミネート オンライン映画批評家協会賞ノミネート 全米映画俳優協会賞ノミネート                                   | 石田太郎                                                                                           |
| 2003   | N.Y.式ハッピー・セラピー Anger Management                                    | Dr.バディ・ライデル                      | | 池田勝                                                                                             |
| 2003   | 恋愛適齢期 Something's Gotta Give                                            | ハリー・サンボーン                       | ゴールデングローブ賞主演男優賞ノミネート | 勝部演之                                                                                           |
| 2006   | ディパーテッド The Departed                                                  | フランシス・フランク・コステロ           | オースティン映画批評家連盟賞 フロリダ映画批評家協会賞 ナショナル・ボード・オブ・レビュー主演男優賞 フェニックス映画批評家協会賞 英国アカデミー賞助演男優賞ノミネート 放送映画批評家協会賞ノミネート シカゴ映画評論家協会賞ノミネート ゴールデングローブ賞助演男優賞ノミネート オンライン映画批評家協会賞ノミネート 全米映画俳優組合賞ノミネート | 石田太郎                                                                                           |
| 2007   | 最高の人生の見つけ方 The Bucket List                                         | エドワード                               | | 勝部演之（ソフト版） 内海賢二（テレビ朝日版）                                                      |
| 2010   | 幸せの始まりは How Do You Know                                               | チャールズ                               | | 石田太郎                                                                                           |

### 製作作品
| 年度 | 題名                | クレジット       | 備考                   |
| ---- | ------------------- | ---------------- | ---------------------- |
| 1963 | Thunder Island      | 脚本             |                        |
| 1967 | 白昼の幻想 The Trip | 脚本             |                        |
| 1971 | Drive, He Said      | 監督・脚本・製作 | パルム・ドール候補作品 |